# Mirosław Skalski
Mirosław Kazimierz Skalski (ur. 9 kwietnia 1941 w Będzinie) – polski polityk, poseł na Sejm PRL VIII kadencji.

## Życiorys
Syn Stanisława i Natalii. Uzyskał tytuł zawodowy magistra inżyniera melioracji wodnych w Wyższej Szkole Rolniczej we Wrocławiu w 1967. Został też absolwentem Wieczorowego Uniwersytetu Marksizmu-Leninizmu. Był dyrektorem Wojewódzkiego Zarządu Inwestycji Rolniczych w Łomży. W 1966 został członkiem Polskiej Zjednoczonej Partii Robotniczej. Członek plenum Komitetu Powiatowego PZPR i w 1975 egzekutywy KP PZPR, potem członek plenum i w latach 1975–1977 egzekutywy Komitetu Miejskiego i Gminnego PZPR w Zambrowie. W latach 1980–1985 pełnił mandat posła na Sejm PRL VIII kadencji w okręgu Łomża. Zasiadał w Komisji Budownictwa i Przemysłu Materiałów Budowlanych, Komisji Rolnictwa i Przemysłu Spożywczego oraz w Komisji Rolnictwa, Gospodarki Żywnościowej i Leśnictwa. Od sierpnia 1981 do stycznia 1984 był także sekretarzem Komitetu Wojewódzkiego PZPR w Łomży.

## Odznaczenia
- Złoty Krzyż Zasługi
- Srebrny Krzyż Zasługi
- Brązowy Medal „Za zasługi dla obronności kraju”